# Robinson Díaz
Robinson Díaz Uribe (Envigado, Antioquia, Colombia, 1 de mayo de 1966) es un actor, director y productor colombiano. Es conocido por participar en producciones como: El Cartel, Vecinos, El Señor de los Cielos y Tiro de gracia entre otras.

## Trayectoria
Robinson Díaz nació en Envigado en 1966. Empezó a actuar de adolescente en el colegio INEM José Félix de Restrepo de Medellín en un grupo de teatro que él mismo formó con sus amigos, donde montó obras de autores como Carlos José Reyes y Luis Enrique Osorio. Deseoso de profesionalizarse viajó a Bogotá a la Escuela Nacional de Arte Dramático (ENAD), donde se graduó como maestro en artes escénicas en el año 1991. Desde entonces participó en más de 25 obras de teatro profesional desde Moliere hasta Shakespeare, pasando por autores nacionales y dramaturgos contemporáneos, cuenta en su currículo con más de 35 producciones de televisión y cine que dan cuenta de su entrega con el arte de actuar. Su larga y sólida carrera en televisión, cine y teatro le han permitido viajar con sus espectáculos por muchos países.
Fue actor exclusivo de Caracol Televisión durante 20 años entre 1997 y 2014 destacándose en producciones como La mujer del Presidente, La otra mitad del sol, Pecados capitales, La Saga, El Cartel de los Sapos, Vecinos, La pena máxima, Bolívar soy yo, El Cartel de los Sapos, El Señor de los Cielos (1,2,5,6,7), El laberinto, La gente de la Universal, Te amo Ana Elisa, Mentiras Perfectas, Tiro de gracia etc. En el 2019 es contratado como actor exclusivo de la cadena Telemundo. Su registro interpretativo le ha valido números premios nacionales e internacionales. Desarrolla su trabajo en los tres lenguajes y en la actualidad participa y produce con su compañía La Tropa en una versión de "Mucho Animal" "Infraganti" "Wenses y Lala" "La Dama de Negro" "El Exorcista" al lado de su esposa, la también actriz y productora: Adriana Arango y su hijo Juan José Díaz Arango. En la obra de teatro "La Dama de Negro" trabaja al lado del mexicano Rafael Perrin y Cesar Perrin. Todas estas obras se presentan el Teatro Libre de Chapinero Teatro Libre de Bogotá, de la ciudad de Bogotá, lugar de su residencia.
Actualmente, es el director general de LA TROPA, compañía de teatro fundada junto a su esposa, Adriana Arango y su hijo, Juan José Díaz Arango, y su amigo y actor Alberto Barrero.

## Filmografía

### Televisión
| Año       | Título                      | Personaje                                    |
| --------- | --------------------------- | -------------------------------------------- |
| 1989-1990 | Garzas al Amanecer          | Médico                                       |
| 1991      | La casa de las dos palmas   | Francisco                                    |
| 1992      | O.K. TV                     | Periodista                                   |
| 1993      | Detrás de un ángel          | Padre Abril                                  |
| 1994      | María Bonita                | Carlos Santos                                |
| 1994-1995 | La otra mitad del sol       | Diego                                        |
| 1996-1997 | La mujer del presidente     | Carlos Alberto Buendía                       |
| 1998-1999 | La dama del pantano         | Rodolfo Gascón                               |
| 1999      | Marido y mujer              | Juan Pablo Duque                             |
| 2002      | María Madrugada             | Mateo Echeverry                              |
| 2002-2004 | Pecados capitales           | Gilberto Ramírez 'El Mago Kandú'             |
| 2004      | La saga, negocio de familia | Tomás Manrique                               |
| 2005-2006 | El baile de la vida         | César Zambrano                               |
| 2006      | Criminal                    | Alejandro Ruíz                               |
| 2007      | Sobregiro de amor           | Julián Monsalve                              |
| 2008-2010 | El cartel                   | Milton Jiménez 'El Cabo'                     |
| 2008-2009 | Vecinos                     | Óscar Leal Leal                              |
| 2011      | Confidencial                | Wilson Ríos                                  |
| 2012      | El laberinto                | Carlos Alberto Buendía                       |
| 2013-2014 | Mentiras perfectas          | Mario Quintero                               |
| 2013-2024 | El Señor de los Cielos      | Milton Jiménez 'El Cabo' / José Pío Valdivia |
| 2015      | Tiro de gracia              | Salvador Chaparro / Vicente Vallejo          |
| 2023-2024 | Rigo                        | Rigoberto de Jesús Urán Zapata               |
| 2024      | La primera vez              | Tío Quiñonez                                 |
| 2025      | Cosiaca                     | Nito Restrepo                                |

### Cine
| Año  | Título                               | Personaje         |
| ---- | ------------------------------------ | ----------------- |
| 1993 | La Gente de la Universal             | Clemente          |
| 1995 | De amores y delitos: Amores ilícitos | Felipe            |
| 1997 | Soplo de Vida                        | Jacinto           |
| 1998 | Kalibre 35                           | Andrés            |
| 2000 | Bolívar soy yo!                      | Santiago          |
| 2001 | La pena máxima                       | Saúl              |
| 2002 | Te Busco                             | Gustavo           |
| 2006 | Te amo Ana Elisa                     | Faber             |
| 2010 | El cartel                            | "El Cabo"         |
| 2016 | Lo que siento por ti                 | Rafael            |
| 2017 | Nadie sabe para quién trabaja        | Abogado Pataquiba |
| 2024 | La Patasola                          | Tomás             |
| 2025 | Reflejos                             | Javier            |

### Teatro
| Año                   | Obra                                                     | Personaje           |
| --------------------- | -------------------------------------------------------- | ------------------- |
| 2023-2025             | El exorcista                                             | Padre Karras        |
| 2017-2023             | La Dama de Negro                                         | Arthur Kipps        |
| 2019-2025             | Wenses y Lala                                            | Wenses              |
| 2022                  | La aventura de los pajaritos                             | Director            |
| 2015                  | La Fiesta del Cabo                                       | Milton Jiménez      |
| 2012-2022; 2025       | Mucho Animal                                             | El Pastor           |
| 2011                  | El público y Comedia sin título de Federico García Lorca | Director            |
| 2008                  | La escuela de las mujeres de Moliére                     | Arnolfo             |
| 2007-2009; 2022, 2025 | Infragantti de Dago García y César Betáncur              | Don Joaquín         |
| 2007                  | El Acompañamiento de Carlos Gorostiza                    | Lali                |
| 2007                  | La Tempestad de William Shakespeare                      | Kalibán             |
| 2006                  | Hamlet de William Shakespeare                            | Hamlet              |
| 2004                  | Circo del Mago Kandú                                     | Kandú               |
| 2003                  | Feliz nuevo siglo doctor Freud de Sabina Bergman         | Dr. Freud           |
| 2002                  | La mandrágora de Nicolás Maquiavelo                      | Calímaco            |
| 2001                  | Doctor Jekyll y Mr. Hyde de Robert Louis Stevenson       | Utterson            |
| 2000                  | Frankenstein de Mary Shelley                             | Víctor Frankenstein |
| 1999                  | Demonios de Fiódor Dostoyevski                           | Lebiadkin           |
| 1998                  | Las Convulsiones de Luis Vargas Tejada                   | Papá                |
| 1998                  | Don Juan de Moliére                                      | Sganarelle          |
| 1997                  | Transatlántico de Witold Gombrowicz                      | Witold              |
| 1996                  | Hamlet I de William Shakespeare                          | Claudio             |
| 1995                  | La Clepsidra de Fernando Arévalo                         | Gon                 |
| 1991                  | La hojarasca de Gabriel García Márquez                   | El Coronel          |
| 1990                  | Quarteto de Bogouslav Shaefer                            | Músico              |
| 1990                  | Drácula de Bram Stocker                                  | Drácula             |

## Premios y nominaciones

### Premios India Catalina
| Año  | Categoría                           | Telenovela o serie      | Resultado |
| ---- | ----------------------------------- | ----------------------- | --------- |
| 2009 | Mejor actor protagónico de serie    | El Cartel               | Nominado  |
| 2007 | Mejor actor protagónico / Principal | Criminal                | Nominado  |
| 2003 | Mejor actor protagónico / Principal | María Madrugada         | Ganador   |
| 1998 | Mejor actor protagónico / Principal | La mujer del presidente | Ganador   |
| 1996 | Mejor actor de reparto              | La otra mitad del sol   | Nominado  |

### Premios TvyNovelas
| Año  | Categoría                             | Telenovela o serie          | Resultado |
| ---- | ------------------------------------- | --------------------------- | --------- |
| 2016 | Mejor actor protagónico de serie      | Tiro de gracia              | Nominado  |
| 2014 | Mejor actor antagónico de serie       | Mentiras perfectas          | Ganador   |
| 2013 | Mejor actor protagónico de serie      | El laberinto                | Nominado  |
| 2009 | Mejor actor protagónico de telenovela | Vecinos                     | Nominado  |
| 2005 | Mejor actor protagónico de telenovela | La Saga, negocio de familia | Nominado  |
| 2004 | Mejor actor protagónico de telenovela | Pecados Capitales           | Ganador   |
| 2003 | Mejor actor protagónico de telenovela | María Madrugada             | Ganador   |
| 2000 | Mejor actor protagónico de telenovela | Marido y Mujer              | Nominado  |
| 1998 | Mejor actor protagónico de serie      | La mujer del presidente     | Ganador   |
| 1996 | Mejor actor de reparto                | La otra mitad del sol       | Ganador   |
| 1994 | Mejor actor revelación                | Detrás de un ángel          | Nominado  |

### Premios Simón Bolívar
| Año  | Categoría              | Telenovela o serie      | Resultado |
| ---- | ---------------------- | ----------------------- | --------- |
| 1997 | Mejor actor            | La mujer del presidente | Ganador   |
| 1995 | Mejor actor de reparto | La otra mitad del sol   | Ganador   |

### Premios Tu Mundo
| Año  | Categoría         | o serie                | Resultado |
| ---- | ----------------- | ---------------------- | --------- |
| 2013 | El malo más bueno | El señor de los cielos | Ganador   |

### Premios Talento Caracol
| Año  | Categoría               | Telenovela o serie  | Resultado |
| ---- | ----------------------- | ------------------- | --------- |
| 2013 | mejor actor             | El laberinto        | Nominado  |
| 2005 | Mejor actor protagónico | El baile de la vida | Ganador   |
| 2004 | Mejor actor             | Pecados Capitales   | Ganador   |

### Premios Iris 2019
| Año  | Categoría              | Telenovela o serie   | Resultado |
| ---- | ---------------------- | -------------------- | --------- |
| 2019 | mejor actor extranjero | Lo que siento por ti | Nominado  |

### Otros premios obtenidos
- Premio ACE Cronistas del Espectáculo New York: mejor actor visitante Hamlet.
- Premios Orquídea: mejor actor protagónico Pecados Capitales
- Premio Nogal de Oro al actor destacado.
- Placa del Programa Sweet a mejor actor, por Pecados Capitales.
- Placa Caracol por su carrera actoral.
- Organización Premios Orquídea USA, por Mejor Actor Protagónico Nacional, en la Telenovela Pecados Capitales.
- Reconocimiento ON por su caracterización del Mago Kandú en la Telenovela Pecados Capitales.
- Reconocimiento por el H. Ayuntamiento de Poza Rica y Corporativo MERGA, por aporte cultural a la ciudad de Poza Rica, con "la fiesta del cabo".
- Reconocimiento de la Academia Nogal de Oro, Corporación Universitaria Unitec, por trayectoria y aportes al medio de la actuación.
- Medalla Orden del Congreso de Colombia en el grado de caballero.
- Medalla Orden al Mérito Cívico Empresarial Mariscal Jorge Robledo - Gobernación de Antioquia.
- Ciudadano Benemérito de Envigado.
- Medalla Orden al Mérito de la Ciudad de Xalapa, México.